# Rheinbreitbach
 Rheinbreitbach là một đô thị ở huyện Neuwied, bang Rheinland-Pfalz, nước Đức. Đô thị Rheinbreitbach có diện tích 6,58 km².